# Monts Donggong
Les monts Donggong (chinois simplifié : 洞宫山 ; chinois traditionnel : 洞宮山 ; pinyin : dòng gōng shān), situés dans le Sud de la province du Zhejiang, en République populaire de Chine, font partie des monts Wuyi.
C'est la source du fleuve Ou, 2e plus grand fleuve de la province, dont l'embouchure est située à Wenzhou.

## Sommets
Le plus haut sommet est l'aiguille Huangmao (黄茅尖) qui culmine à 1 929 m d'altitude ; c'est également le point le plus haut de la province.
Le Vieux Mont-Blanc (百山祖) culmine à 1 857 m d'altitude.